# 毛叶稠李
毛叶稠李（学名：Padus racemosa var. pubescens）为蔷薇科稠李属下的一个变种。

## 扩展阅读
- 維基物種上的相關：毛叶稠李